# Maggia (vattendrag)
Maggia är ett vattendrag i Schweiz.   Det ligger i kantonen Ticino, i den sydöstra delen av landet.